# Davant

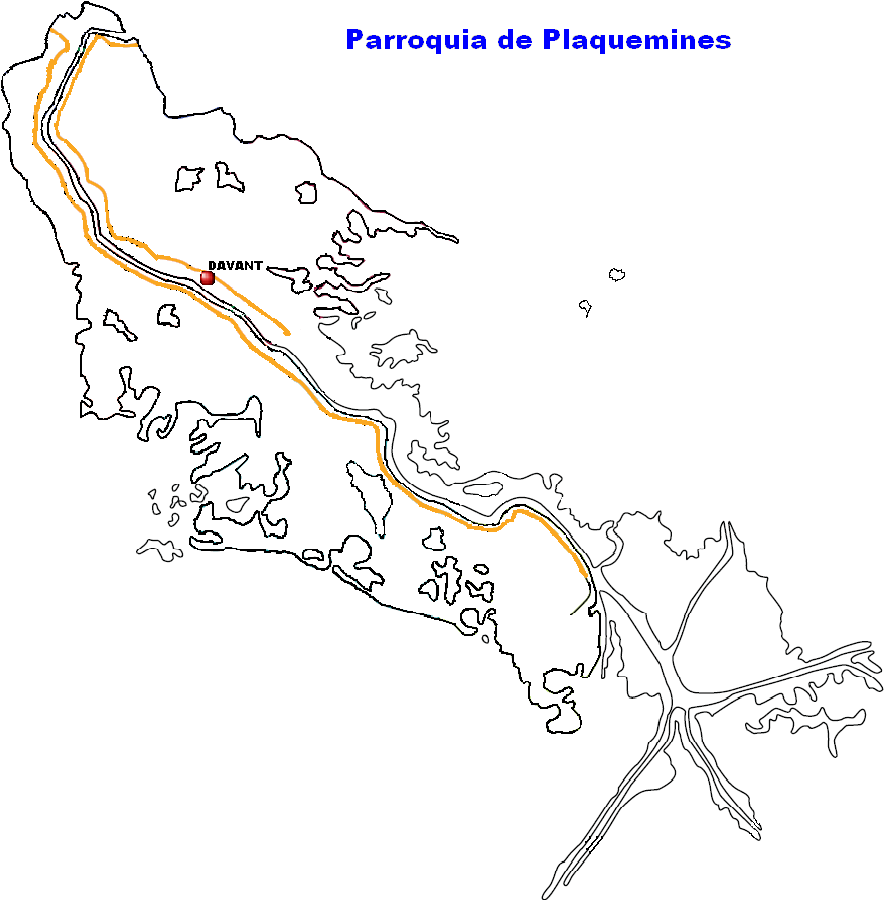
Localización de Davant en la Parroquia de Plaquemines.

Davant es un pueblo localizado dentro del delta del Misisipi en la parroquia de Plaquemines, Luisiana, Estados Unidos.

## Geografía

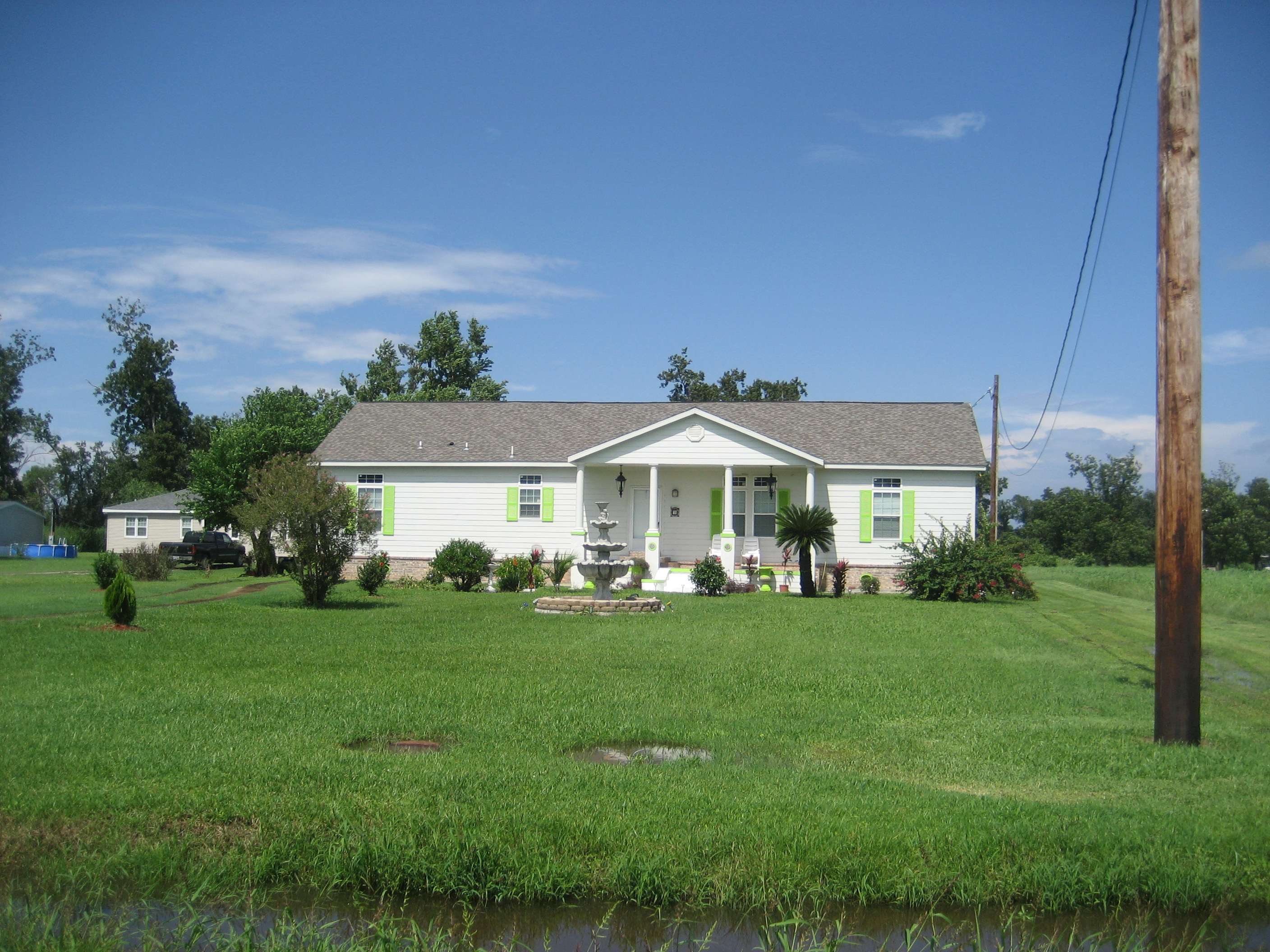
Casa de diseño colonial en Davant.

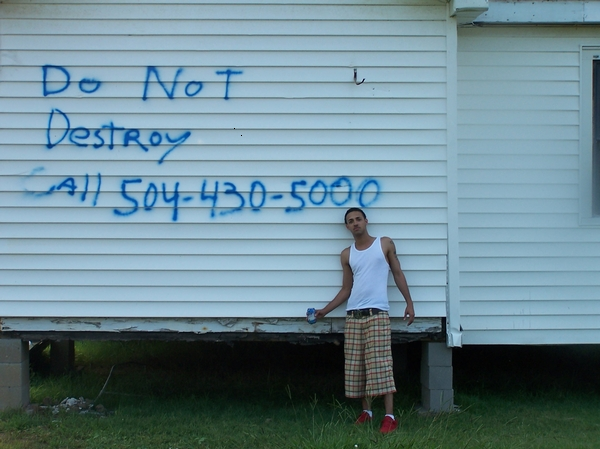
Ironía de un lugareño. "No destruir", reza la pintada, refiriéndose a la ubicación de su hogar en un sector donde son frecuentes los huracanes y vientos fuertes.

La ubicación de Davant es 29°36′30″N 89°50′54″O / 29.60833, -89.84833, se encuentra en el delta del río Misisipi, sector donde abuntan los pantanos. Este pueblo se eleva a solo unos tres pies sobre el nivel del mar. Davant poseía unos diques que protegían a este pueblo de inundaciones, pero fueron destruidos a causa del huracán Katrina.

## Huracán Katrina
La ciudad fue prácticamente tragada por el agua en el momento del huracán, durante el 2005.
Pero recientemente se ha anunciado que se destinarán una suma de cinco millones novecientos mil dólares para reconstruir quince mil pies cuadrados con nuevas viviendas en Davant.